# Сатаплийский заповедник
Сатапли́йский запове́дник — заповедник в Цхалтубском муниципалитете Грузии. Расположен на горе Сатапли в юго-западной части Главного Кавказского хребта.
Заповедник был основан в 1935 году, в современных границах — 1957 года. Заповедник создан для охраны листопадно-вечнозелёных лесов колхидского типа, памятников геологии и археологии. Площадь территории заповедника составляет 354 га, из которых 348 га занимают леса.
Рельеф заповедника горный, климат близкий к субтропическому. В колхидских лесах заповедника произрастают тис, колхидский самшит, колхидский падуб, лавровишня, колхидская клекачка, бук и др. 20 видов растений являются эндемичными. Обитают шакал, барсук, лисица, заяц.
На территории заповедника находится кратер потухшего вулкана, стоянка человека каменного века, окаменевшие следы динозавров. В заповеднике есть несколько карстовых пещер. Самая крупная пещера Сатаплия была открыта в 1925 году и имеет протяжённость около 900 м.

## Галерея

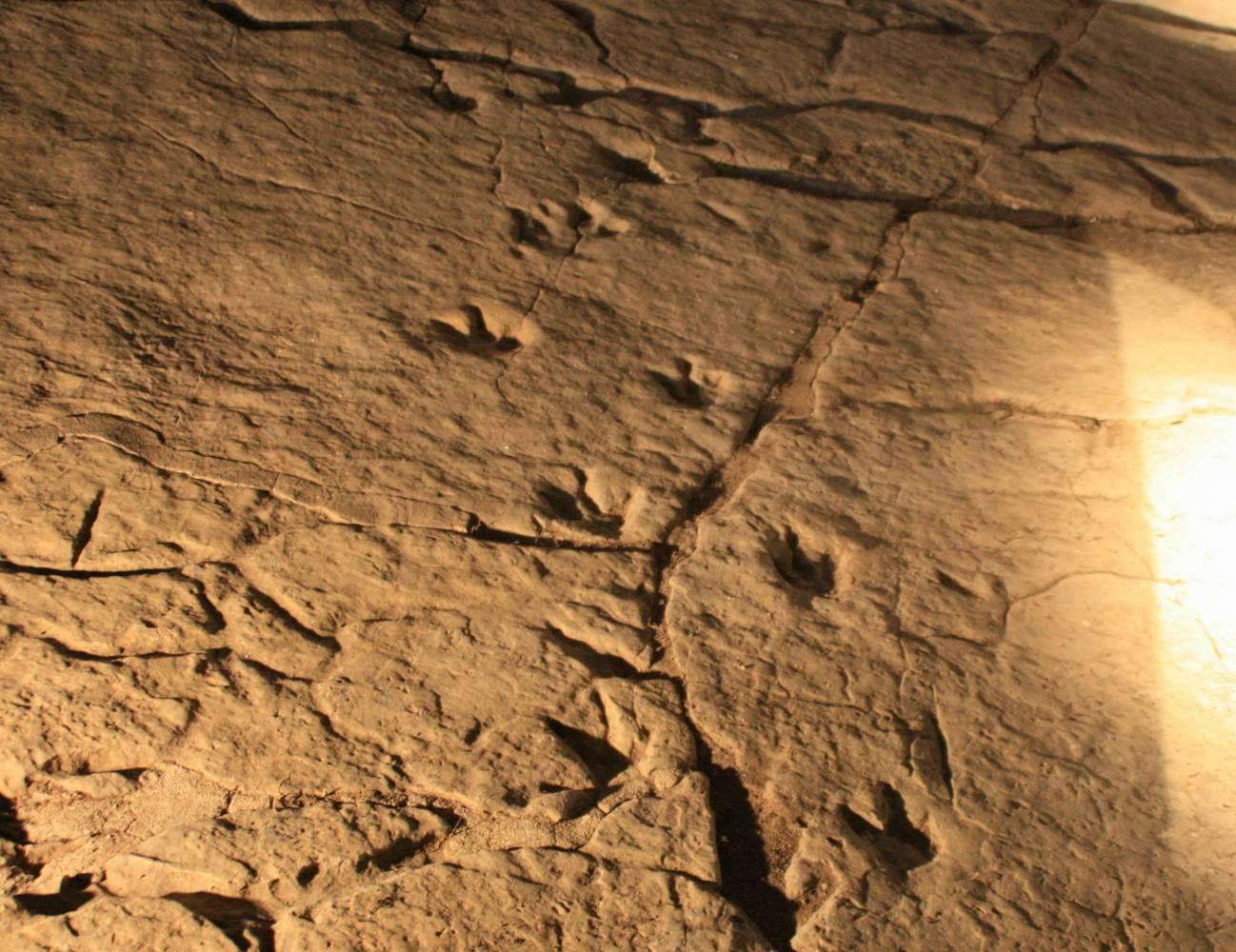
Следы динозавров
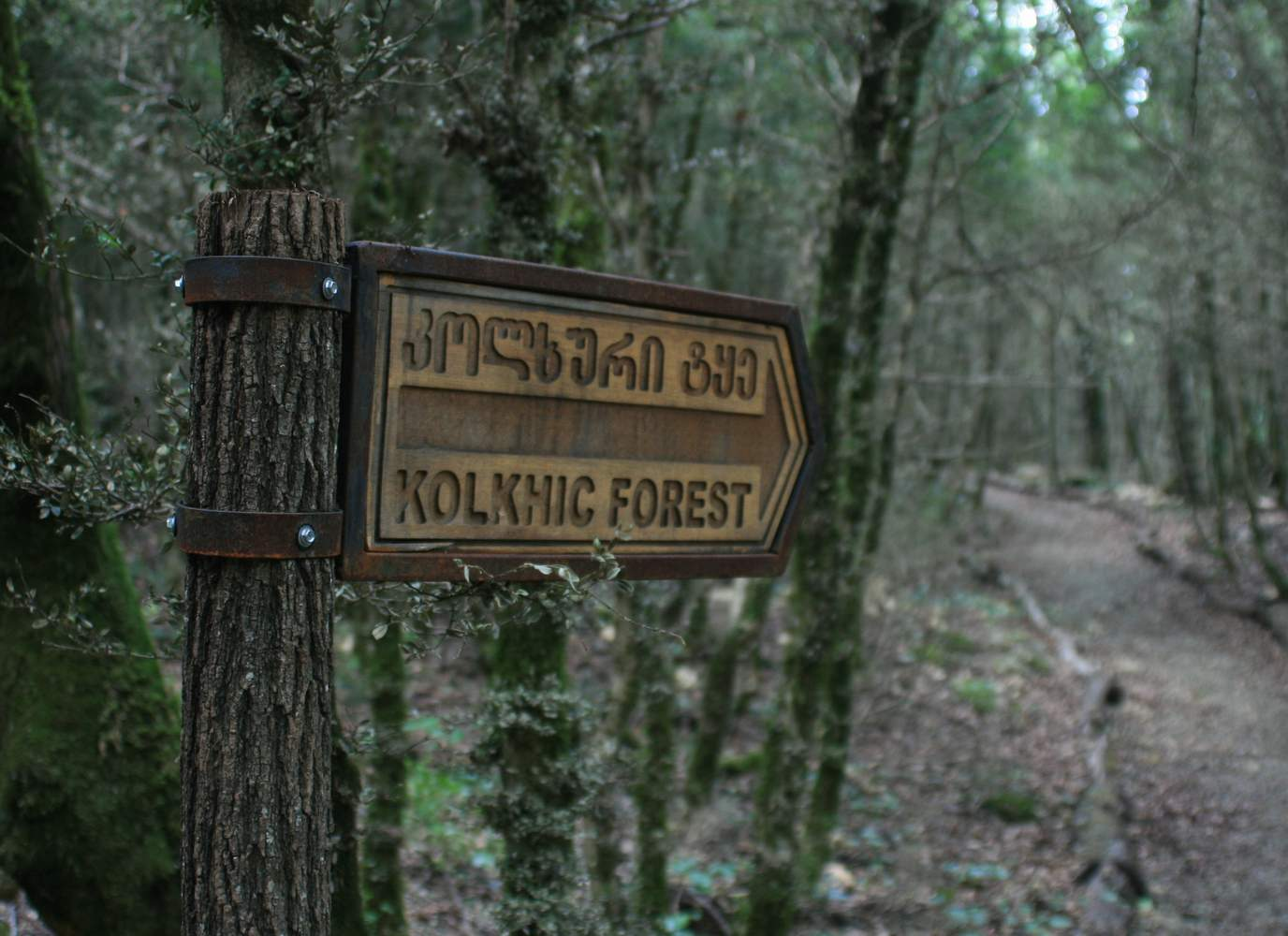
Колхидский лес
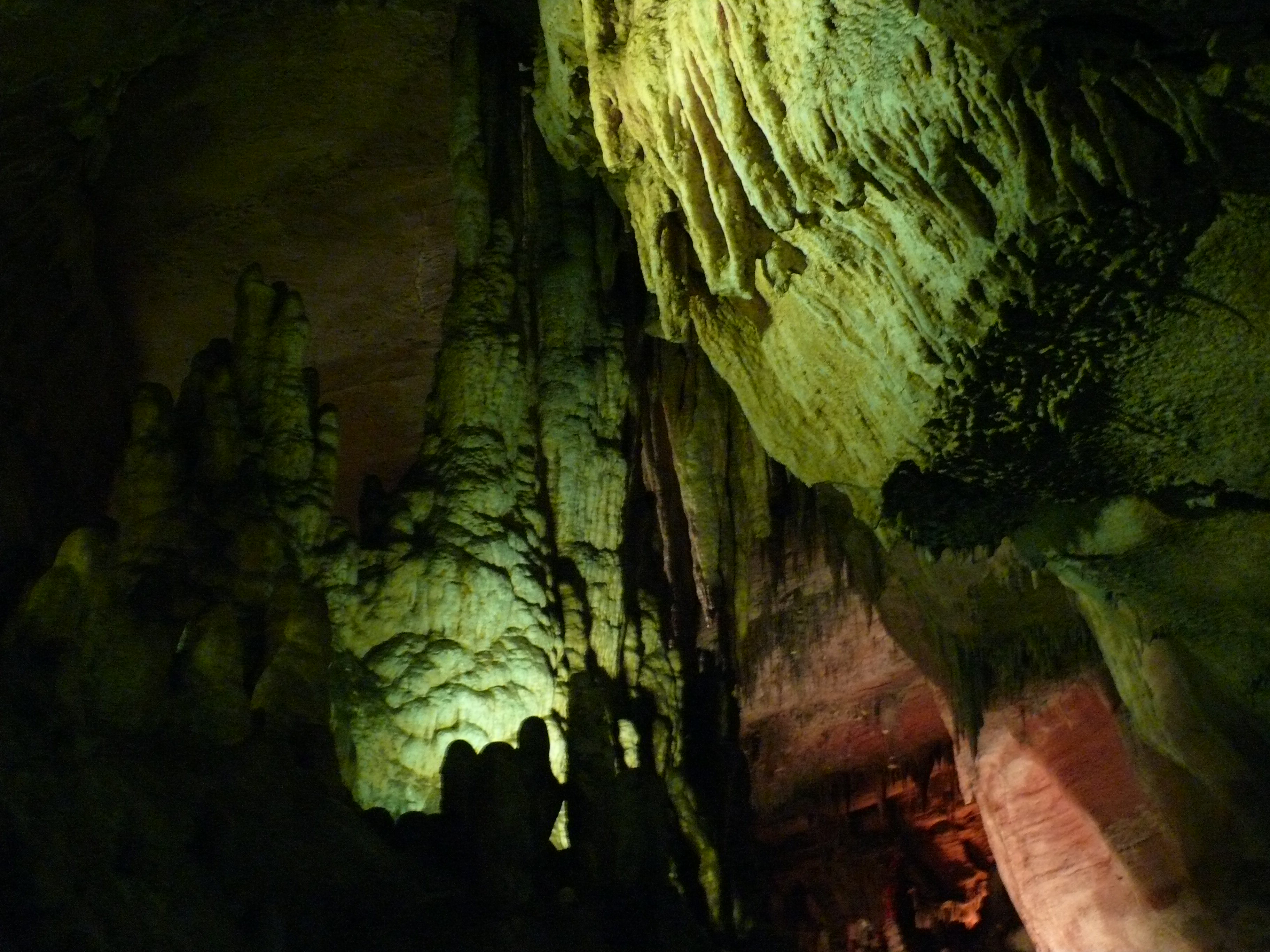
Пещера Сатаплия
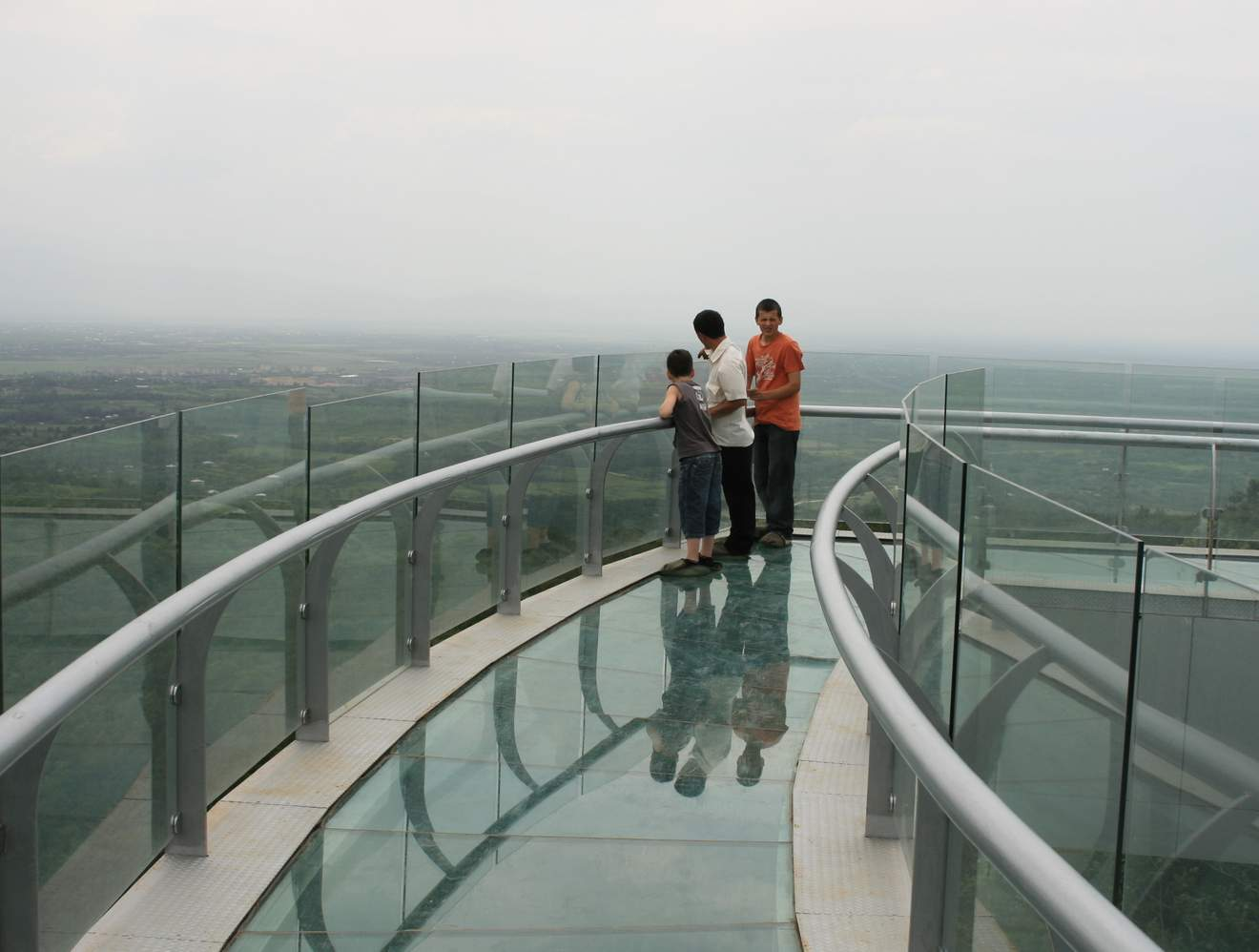
Смотровая площадка